# Univers Mac
Univers Mac est un ancien magazine mensuel français consacrée aux ordinateurs Macintosh d'Apple. 
Son dernier rédacteur en chef fut Eric Larcher.
Contenant en général un cédérom rédactionnel collé en page interne, il est publié par le Groupe Tests.
Le dernier numéro publié est le 184 (juillet-septembre 2007) annonçant une reprise par une nouvelle équipe.
Mais le magazine est finalement arrêté, les abonnements sont convertis vers SVM Mac.
- Les numéros de Golden